# الویگنانو
الویگنانو (به ایتالیایی: Alvignano) یک سکونتگاه مسکونی در ایتالیا است که در استان کسرتا واقع شده‌است.

## خصوصیات
الویگنانو ۳۷٫۶ کیلومترمربع مساحت و ۴٬۹۳۸ نفر جمعیت دارد و ۱۳۲ متر بالاتر از سطح دریا واقع شده‌است.